# Palm Beach, Florida
Palm Beach är en stad (town) i Palm Beach County, i delstaten Florida, USA. Enligt United States Census Bureau har staden en folkmängd på 8 445 invånare (2011) och en landarea på 10,8 km².